# Silene pseudovestita
Silene pseudovestita är en nejlikväxtart som beskrevs av Jules Aimé Battandier. Silene pseudovestita ingår i släktet glimmar, och familjen nejlikväxter. Inga underarter finns listade i Catalogue of Life.